# M14 (винтовка)
M14 — американская автоматическая винтовка, состоявшая на вооружении армии США в конце 1950-х—1960 годах.
Хотя M14 в значительной степени была заменена винтовками семейства M16, она остаётся на вооружении морской пехоты и ВМС США в качестве марксманской винтовки, и в качестве стандартной винтовки на вооружении армий ряда других государств.

## История
Опыт боевых действий войск во Второй мировой войне показал, что штатная винтовка M1 Garand при всех её достоинствах нуждается в серьёзной модернизации. Наибольшие нарекания вызывала система питания винтовки M1 Garand с использованием пачек на 8 патронов, не допускавших дозарядки полупустого магазина. К тому же, газовый поршень с большой длиной и массой подвижных частей вызывал снижение кучности стрельбы.
Опыты по усовершенствованию винтовки M1 Garand начались ещё в ходе войны. В 1944 году американцы создали прототип винтовки Т20, оснастив M1 отъёмным магазином на 20 патронов от автоматической винтовки Браунинг M1918, а также введя возможность стрельбы очередями.
После окончания войны американцы начали работы по созданию нового патрона, который при меньших габаритных размерах сохранил бы баллистические характеристики патрона 7,62×63 мм. Новый патрон, 7,62×51 мм был создан к началу 1950-х годов, принят на вооружение армии США в 1952 году и в 1954 году — стандартизован в качестве штатного патрона НАТО.
Под этот патрон был разработан следующий прототип — Т37, который отличался тем, что газоотводная камера была перенесена немного назад от дульного среза. Дальнейшие разработки и испытания привели к созданию прототипа Т44, отличавшегося от Т37 главным образом модифицированной системой газового двигателя, в которой схема с длинным ходом поршня была заменена схемой с коротким (около 37 мм) ходом поршня.
В целом, винтовка M14 в момент своего появления вполне удовлетворяла американских военных. Она была достаточно лёгкой, имела большую эффективную дальность стрельбы, хорошую точность и убойность боеприпаса. В 1958 году было объявлено, что M14 является "первоклассным автоматическим оружием", которым армия США будет перевооружена уже в 1960 году. 

### Производство
Производство винтовок было налажено на предприятиях следующих корпораций-подрядчиков:
| Показатели производства | Показатели производства |
| ----------------------- | ----------------------- |
| Springfield Armory      | 167 100                 |
| H&R                     | 537 582                 |
| Winchester              | 356 601                 |
| TRW                     | 319 163                 |
| Итого                   | 1 380 346               |

- Спрингфилдская оружейная фабрика, Спрингфилд, Массачусетс (казённое армейское предприятие);
- Olin-Mathieson Chemical Corp., Winchester Western Division, Ист-Олтон, Иллинойс (патроны); Нью-Хейвен, Коннектикут (винтовки по цене 116 долларов за штуку)
- Harrington & Richardson Corp., Вустер, Массачусетс (около 150 долларов за штуку).

В 1961 году по инициативе руководителя закупок со стороны заказчика, бывшего начальника Управления вооружений Армии США генерал-майора Элмера Гибсона, был проведён конкурс на альтернативные источники закупок, в котором пригласили принять участие 32 коммерческие структуры, из них 11 подали заявки. В октябре того же года был объявлен победитель конкурса:
- TRW, Inc., Electromechanical Division, Кливленд, Огайо (по цене 79,49 доллара за штуку);

Кливлендский электромеханический завод TRW был спешно перепрофилирован с производства деталей ракет на производство винтовок. Первые винтовки поступили с завода TRW в октябре 1962 года, на месяц раньше календарного плана поставок, TRW довольно быстро нарастила темпы производства и к лету 1963 среднемесячный показатель производства достиг 24 тыс. винтовок в месяц (288 тыс. в год) при цене продукции намного ниже таковой у конкурентов (на 31,5 % дешевле продукции Winchester и почти в два раза дешевле, чем H&R). Производство стволов было организовано по немецкой технологии холодной штамповки канала ствола и полей нарезов.
Производственная линия под винтовку M14 была подготовлена на заводе по производству автомобильных глушителей корпорации Maremont Corp. в Сако, штат Мэн, но Maremont не получила контракта и линию пришлось переориентировать под производство пулемётов M60.
На основе винтовки M14 также были разработаны специализированные винтовки M21 и M25.

### Сопутствующая продукция
Вместе с M-14 были разработаны и приняты на вооружение армии США:
- устройство для снаряжания магазинов (M14 Magazine Loader);
- новый винтовочный гранатомёт M76 (который устанавливался на винтовку), а также кумулятивная 66-мм винтовочная граната M31[6];
- ночные прицелы — были разработаны несколько облегчённых ночных прицелов различной кратности, диаметра и толщины линзы объектива, работающие в пассивном режиме, на усиление отражённого света небесных объектов (луны и звёздного неба),[7] в дополнение к уже существующим активным тепловизионным (инфракрасным) прицелам.[8]

### Эксплуатация

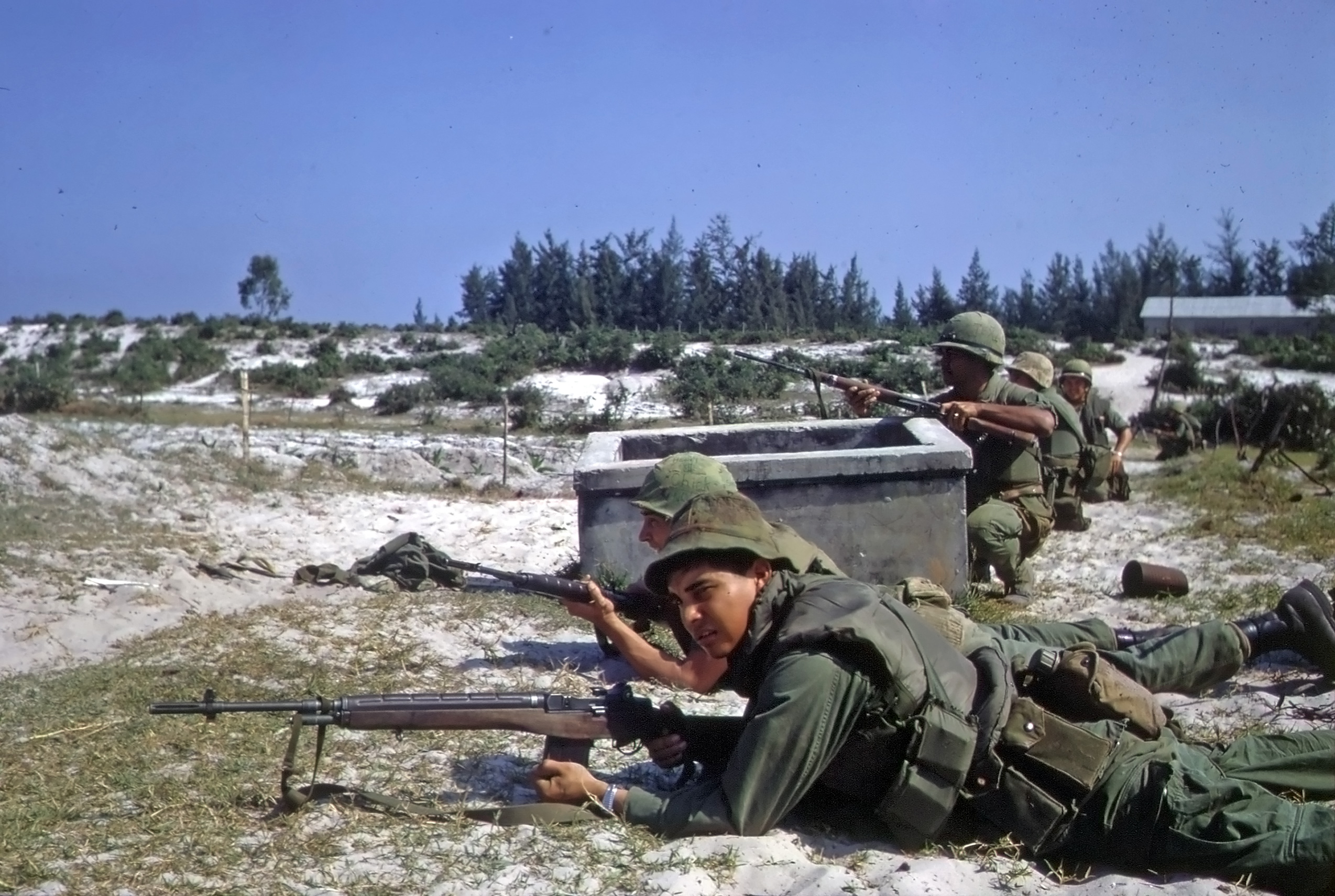
Фотография 1968 года показывает, что даже после принятия на вооружение винтовки M16 некоторые подразделения продолжали использовать M14

Однако M14 оказалась малопригодной к новым условиям войны, что быстро выявили боевые действия США во Вьетнаме. M14 была слишком длинной для боёв в джунглях, большая масса каждого патрона снижала носимый боезапас до неприемлемо малого, вести огонь очередями из винтовки хоть сколько-нибудь прицельно было возможно лишь с сошек или упора, да и то на небольшие дальности. Большинство винтовок выдавалось солдатам со снятым переводчиком режимов огня, так как в большинстве случаев стрельба очередями была не более чем пустой тратой патронов — по отзывам стрелявших из M14, на дальности в 100 метров 3-я пуля в очереди уходила на 10 метров выше начальной точки прицеливания. При необходимости переводчик мог быть установлен обратно на винтовку в полевых условиях.

### Снятие с вооружения
В результате армии США пришлось срочно принимать на вооружение новый образец — Armalite AR-15/M16 под малокалиберный промежуточный патрон 5,56×45 мм. В 1963 году было объявлено о намерении заменить в вооружённых силах США M14 на 5,56-мм автоматы. Тем не менее, M14 была основной винтовкой в Корпусе морской пехоты вплоть до 1967 года, а в дальнейшем сохранялась на вооружении в ВМС США и Национальной гвардии. Модернизированная винтовка M14 до сих пор стоит на вооружении некоторых подразделений специального назначения армии и Корпуса морской пехоты США. Кроме того, это оружие используется подразделениями почетного караула.

### Снятие с хранения
В середине 2003 года правительством США было принято решение о распродаже 300 тыс. M-14 с армейских складов

## Конструкция
Винтовка M14 — автоматическое оружие с магазинным питанием и газовым двигателем автоматики. Газоотводный узел закреплён под стволом, газовый поршень выполнен в виде стакана и имеет короткий рабочий ход. При этом газы внутрь газового поршня подаются через отверстие в стволе и отверстие в стенке поршня, при этом после отхода поршня назад на несколько миллиметров подача газов внутрь поршня перекрывается автоматически, тем самым отсекая «лишние» газы и смягчая работу автоматики. Газовый поршень своей возвратной пружины не имеет. Он действует на расположенную под стволом затворную раму, которая длинным рычагом связана с поворотным затвором. Затвор по конструкции схож с затвором M1 Garand, запирает ствол поворотом вправо на 2 боевых упора, входящих в вырезы ствольной коробки. Обычный выступ затвора, взаимодействующий с затворной рамой, в M14 заменён роликом для уменьшения износа. Возвратная пружина расположена под стволом и действует на затворную раму. Ударно-спусковой механизм — курковый, по типу M1 Garand, но с добавлением механизма, допускающего стрельбу очередями. и переводчика режимов огня на правой стороне ствольной коробки, над спусковым крючком. На левой стороне ствольной коробки расположена затворная задержка, останавливающая затвор в открытом положении после израсходования всех патронов в магазине. Магазины коробчатые, отъёмные, двухрядные, на 20 патронов. Снаряжение магазинов может осуществляться без отсоединения от оружия при помощи стандартных обойм на 5 патронов, для чего на верхней части ствольной коробки сделаны направляющие для обойм. Рычаг предохранителя выполнен в передней части спусковой скобы. Прицельные приспособления — регулируемый диоптрический целик на задней части ствольной коробки и мушка в намушнике на дульной части ствола.

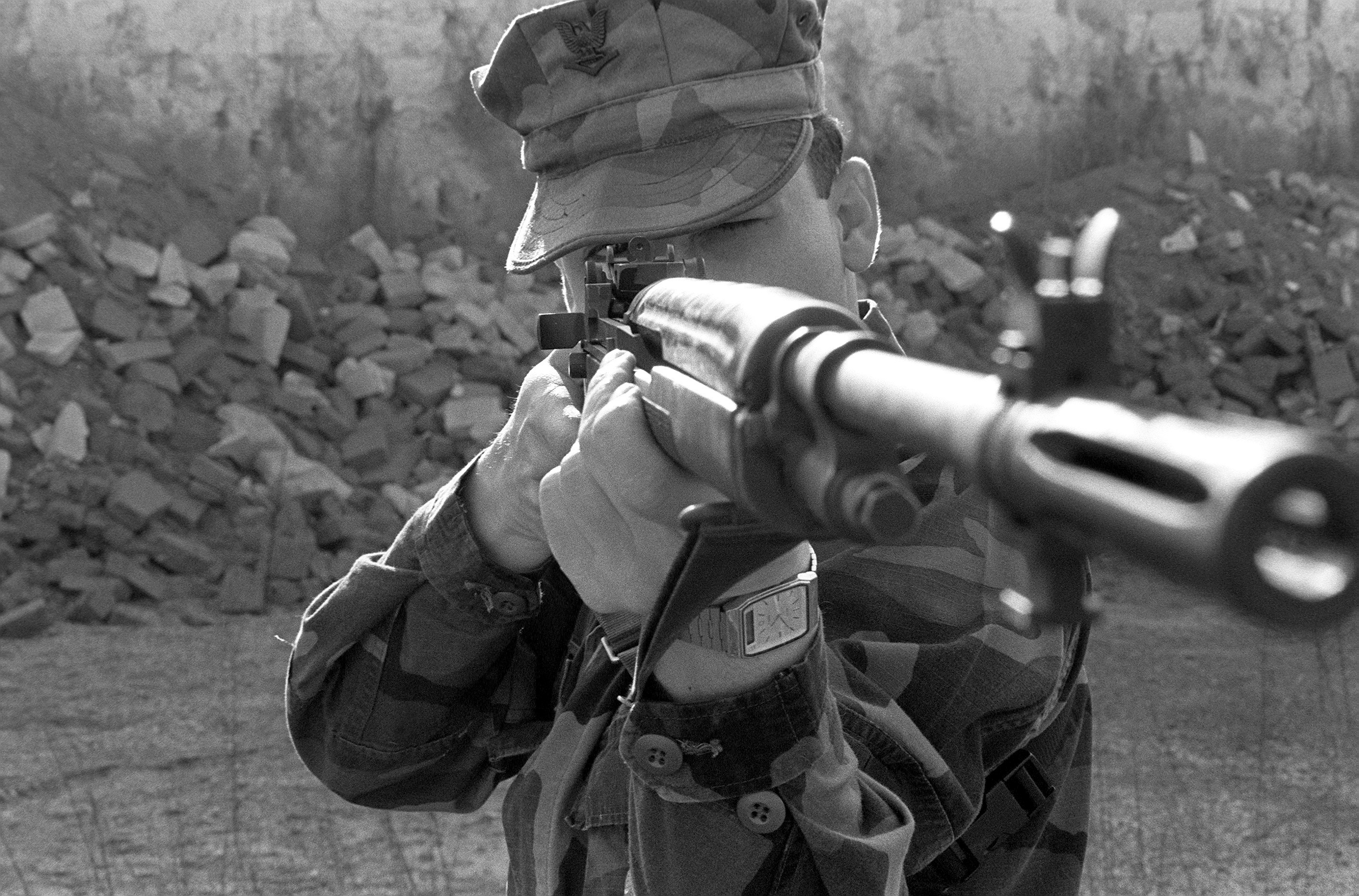
Ствол оснащён щелевым пламегасителем и имеет крепление для штыка

Ствол оснащён щелевым пламегасителем и имеет крепление для штыка. Ложа деревянная, с полупистолетной рукояткой и металлической верхней накладкой на стволе. У винтовок M14А1 ложа иной конструкции — деревянная с пистолетной рукояткой и прикладом, поднятым на линию ствола. На цевье M14А1 расположена передняя складная рукоятка, на газовую камеру крепятся лёгкие сошки, а на пламегаситель — специальный съёмный дульный тормоз-компенсатор.

## Варианты и модификации

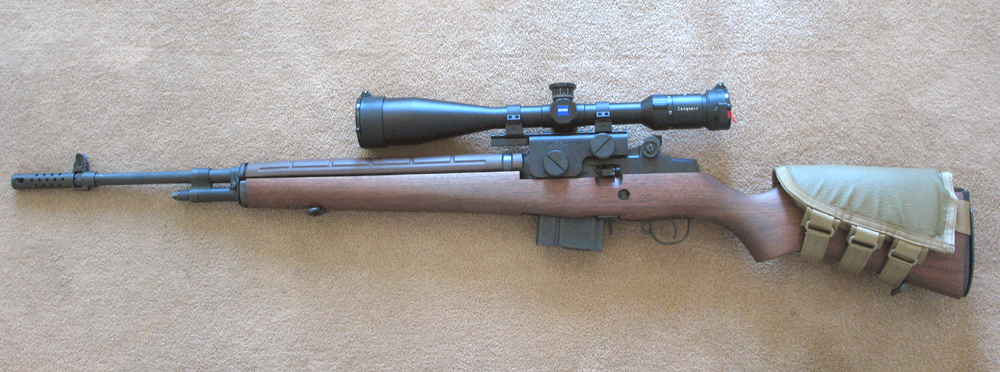
Springfield Armory M1A (самозарядный вариант M14)

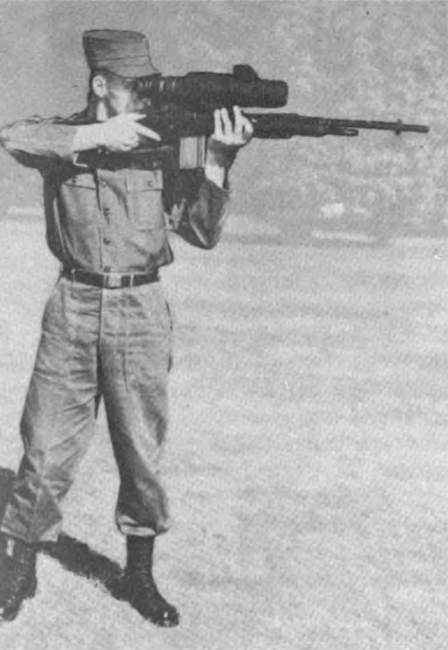
Винтовка с ночным прицелом

- M14A1 — модификация 1963 года. Предполагалось использовать M14 в качестве лёгкого ручного пулемёта, чтобы заменить устаревшую винтовку BAR M1918А2 (7,62x63 мм). Для этого к прикладу добавили пистолетную рукоять, оснастили винтовку сошками, складной передней рукоятью и съёмным дульным тормозом-компенсатором.
- M14M (M14, Modified) — коммерческий вариант, самозарядная винтовка с возможностью стрельбы только одиночными выстрелами
- M14 National Match — «целевая» самозарядная винтовка с улучшенной обработкой канала ствола и деталей ударно-спускового механизма, не имеет антабок для крепления ремня. Предложение о разработке этой версии винтовки было выдвинуто в 1961 году, весной 1963 года его утвердил министр обороны Р. Макнамара, в 1964 году первые 6000 винтовок этой модели поступили в учебные центры и стрелковые тиры (в качестве замены ранее использовавшихся для допризывной военной подготовки винтовок М1 Garand). Они использовались для тренировки военнослужащих вооружённых сил и национальной гвардии США, резервистов и стрелков-спортсменов[11].
- M1A — коммерческий самозарядный вариант производства «Springfield Armory», со стандартными деревянными ложей, прикладом и ствольной накладкой, производство которого началось в конце 1971 года; комплектуется магазинами на 5, 10 или 20 патронов[12].
  - M1A-A1 Scout — модификация M1A, коммерческий самозарядный вариант производства «Springfield Armory», со стандартными деревянными ложей и прикладом; новой ствольной накладкой, изготовленной из чёрной пластмассы и стекловолокна; креплением для оптического прицела, новым пламегасителем и регулируемыми сошками[13].
  - M1A-A1 Bush — модификация M1A, коммерческий самозарядный вариант производства «Springfield Armory», с новыми ложей, прикладом и ствольной накладкой, изготовленными из чёрной пластмассы и стекловолокна[14].
  - M1A SOCOM 16 — модель 2004 года с укороченным до 16 дюймов стволом и изменённой газоотводной системой;
  - M1A SOCOM II — модель 2005 года, модификация M1A SOCOM 16 с прицельной планкой «Пикатинни»
- M14A и M14SA — коммерческие самозарядные варианты, изготовленные в 1984—1991 «Federal Ordnance» из стандартных автоматических M-14.
- M21 — снайперская винтовка, разработанная в 1960-е годы на основе «целевой» винтовки M14 National Match
- M25 Sniper Weapon System — снайперская винтовка, разработанная в начале 1990-х годов для спецподразделений армии и ВМС США
- United States Marine Corps Designated Marksman Rifle — снайперская винтовка 2001 года для морской пехоты США с новой ложей и прикладом «McMillan Tactical M2A», оснащённая планкой Picatinny rail и сошкой «Harris S-L bipod»
- Mk 14 Mod 0 Enhanced Battle Rifle — снайперская винтовка 2004 года для сил специального назначения ВМС США, c новой ложей производства «Smith Enterprise Inc.», новым стволом, телескопическим регулируемым прикладом, пистолетной рукояткой, сошками, планкой Пикатинни и изменённым пламегасителем.
  - MK14 Mod 0 type SEI — коммерческий самозарядный вариант Mk 14 Mod 0 производства «Smith Enterprise Inc.»
  - LDT M14 — коммерческий вариант модернизации по типу Mk 14 Mod 0 EBR производства «LuxDefTech S.A.» (деревянная фурнитура заменена на новое пластмассовое цевьё, пистолетную рукоять и телескопический приклад)[15]
- SOCOM II M1A и SOCOM 16 — модернизированные варианты 2005 года из более лёгких материалов производства компании «Springfield Armory, Inc.» с укороченным до 412,7 мм стволом, новым тормозом-компенсатором, цевьём «Cluster rail» (с планками типа «Weaver») и магазином на 10 патронов[16].
- M39 Enhanced Marksman Rifle — марксманская винтовка 2008 года для морской пехоты США с новой ложей и прикладом, оснащённая планкой Picatinny rail, оптическим прицелом M8541 Scout Sniper Day Scope и сошкой «Harris S-L bipod»
- Norinco M305 (Norinco M14S) — коммерческий самозарядный вариант производства КНР[17]
- Täpsuspüss M14-TP — снайперская винтовка для эстонской армии, оснащённая тяжёлым стволом, сошкой, пластмассовым прикладом и оптическим прицелом переменного (2,5х-10х) увеличения. Масса винтовки увеличилась до 5,8 кг[18].

## Страны-эксплуатанты

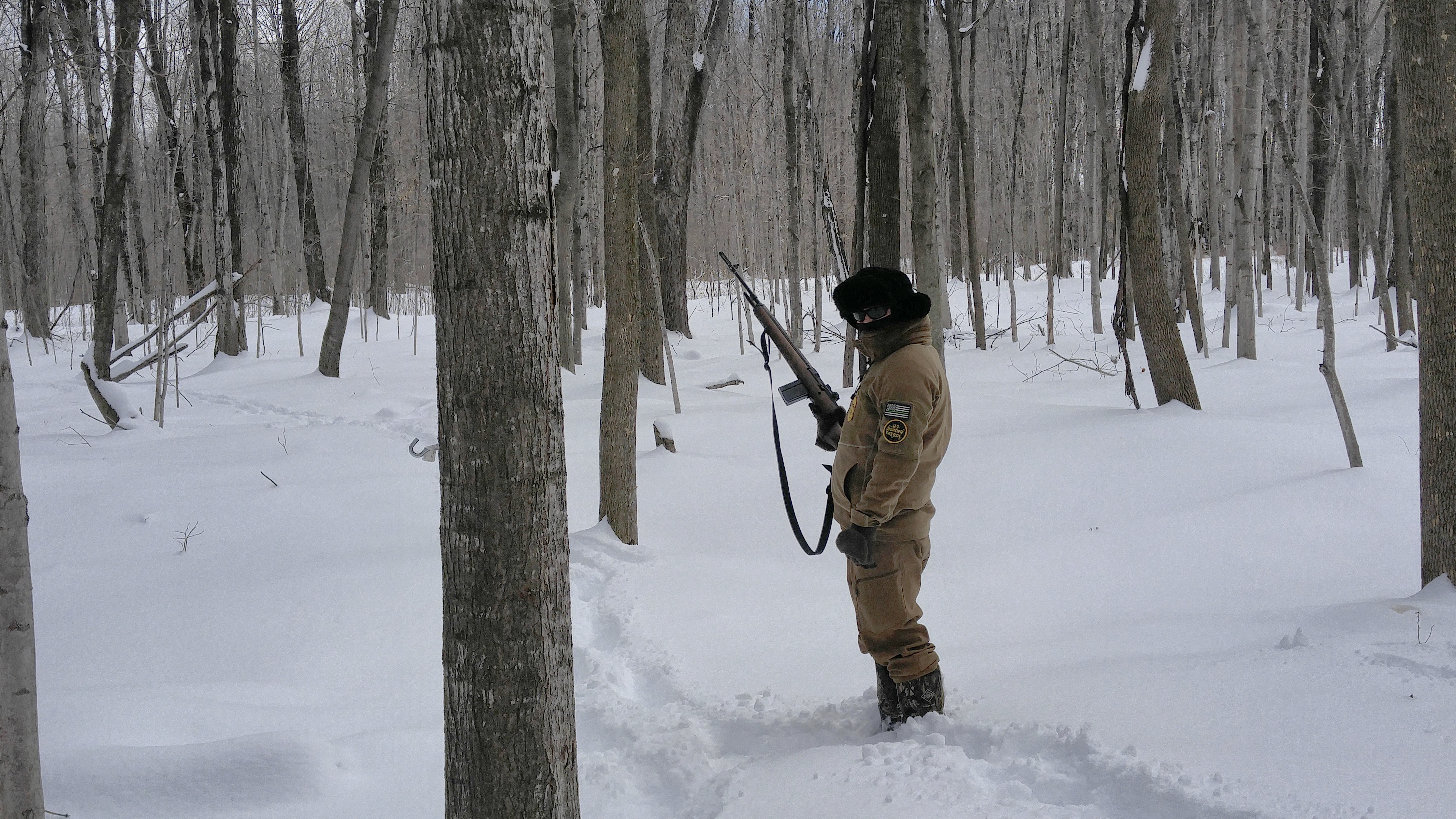
пограничник США с М14 (4 марта 2017)

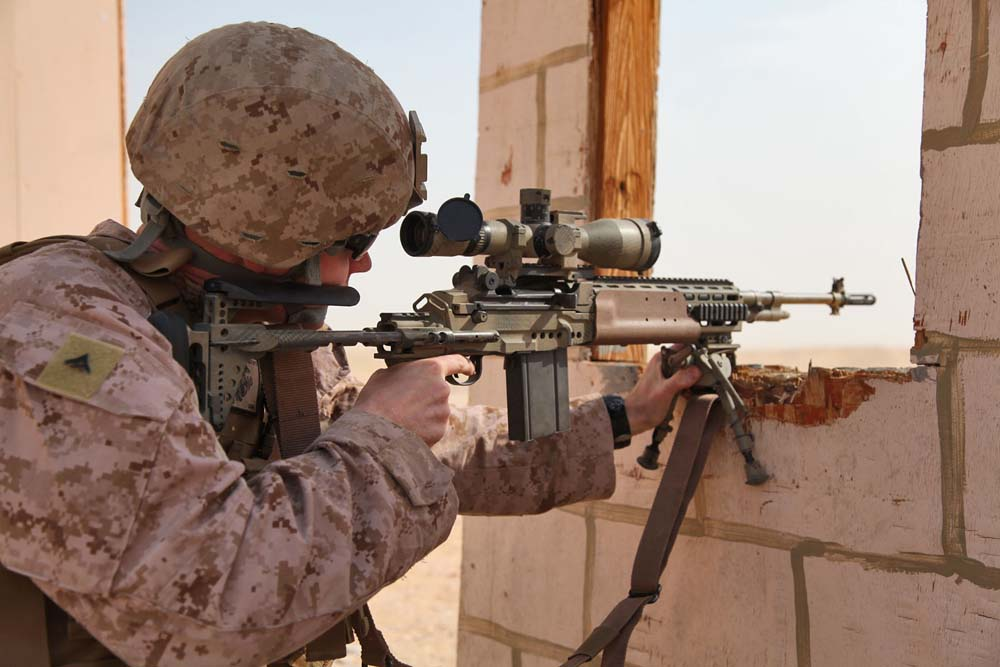
M39 EMR у морского пехотинца США (12 ноября 2012)

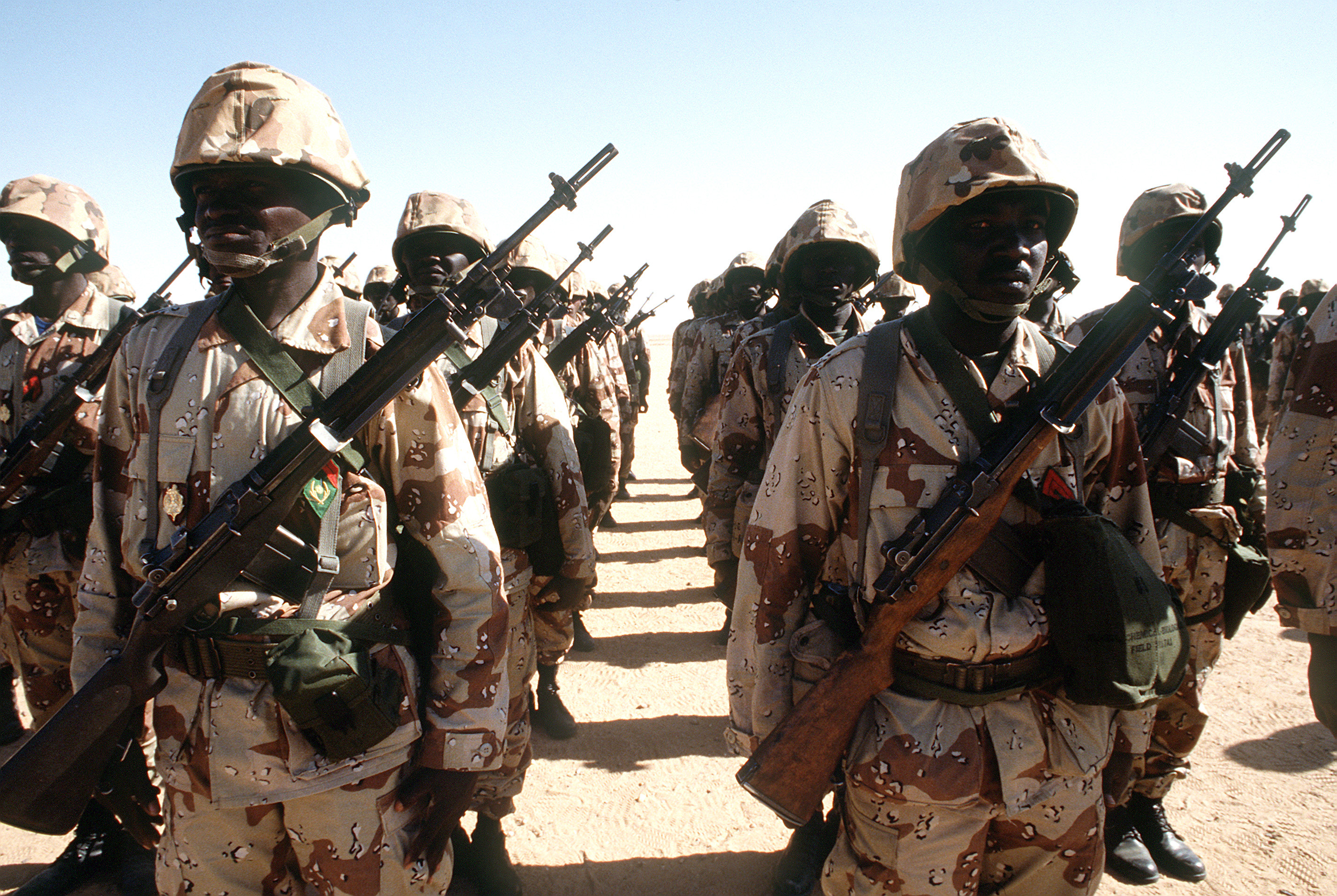
Солдаты армии Нигера с винтовками M14 (1991 год)

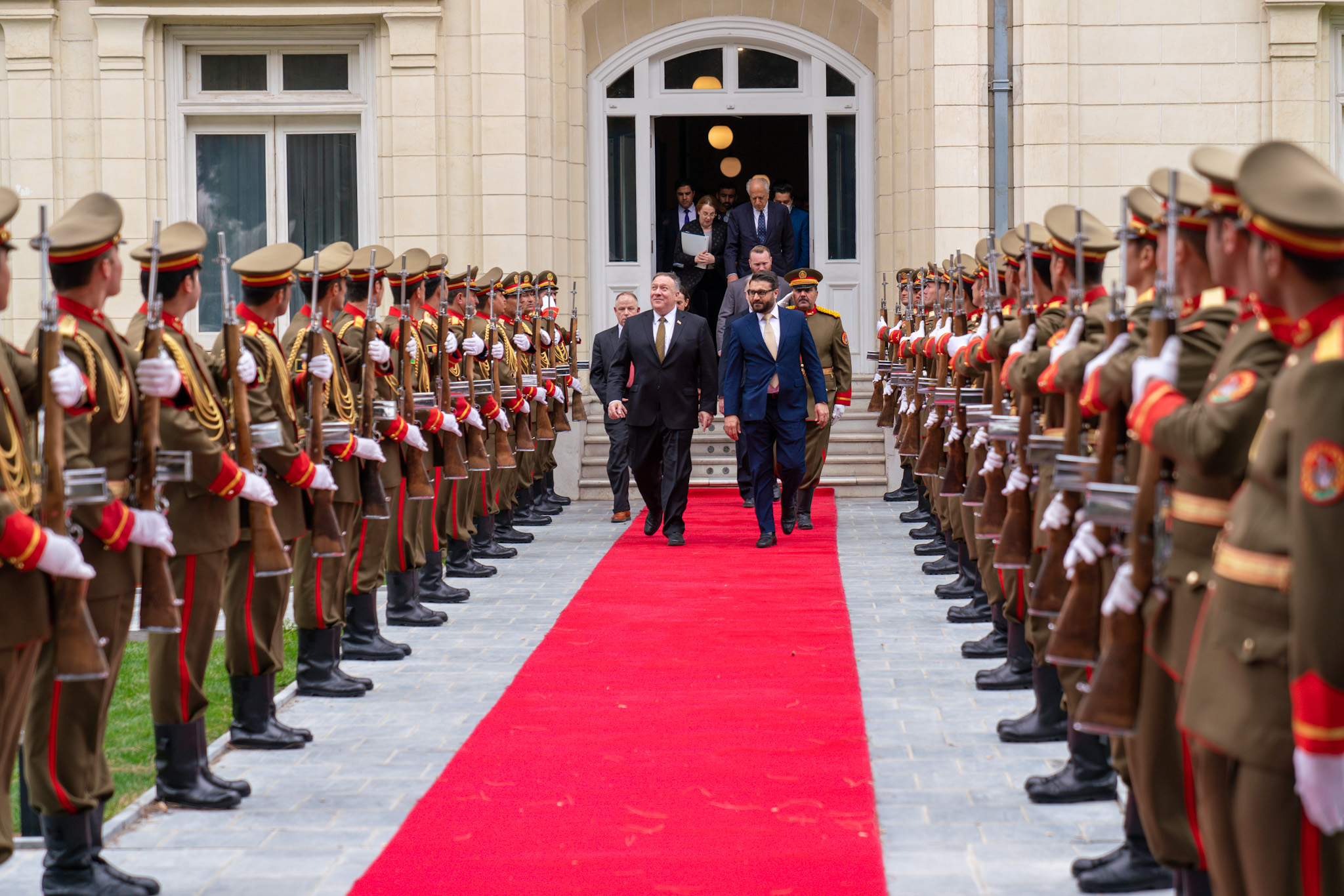
почётный караул афганской армии с винтовками M14 (23 марта 2020)

- США: решение о замене М14 на M16 в войсках было принято в 1964 году, однако в ВМФ США около 2 тыс. винтовок хранились на борту кораблей в качестве резервного оружия до 2007 года[19].
  - По состоянию на 2011 год, на вооружении полиции[20]. Некоторое количество используется сотрудниками пограничной охраны и рейнджерами службы национальных парков (которые обеспечивают охрану заповедников)[21]
- Аргентина: использовалась во время Фолклендской войны[22].
- Афганистан: партия M14 была поставлена по программе военной помощи из США в период после 2002 года, в 2018-2020 гг. они использовались в подразделении почётного караула[23]
- Венесуэла
- Гаити: использовалась во время государственного переворота 2004 года[22].
- Израиль: на вооружении армейских подразделений M-14 находилась по меньшей мере до 1990 года[24]; кроме того, в 1980-е годы на базе M-14 была разработана снайперская винтовка Sardius M36 Sniper Weapon System, которая поступила на вооружение под наименованием TEI M89-SR[22].
- Республика Корея: в период «холодной войны» поставлялась по программе военной помощи из США[25]. Используется резервистами и церемониальными подразделениями[26].
- Китайская Республика: в период «холодной войны» поставлялась по программе военной помощи из США, выпускается по лицензии под обозначением Type 57[22].
- Коста-Рика: в 1980-е годы 976 штук[27] M-14 было получено из Венесуэлы[28].
- Латвия: в 1997 году из США по программе военной помощи были получены первые 10 тыс. M14[29], всего до конца 2000 года было поставлено 30 500 шт. M14[30], которые приняты на вооружение армии[31].
- Литва: в 1999 году было получено 40 тыс. M14 из США по программе военной помощи литовской армии, в начале 2001 года некоторое количество винтовок, поступивших на вооружение егерского батальона имени князя Витаутаса Великого было модернизировано до уровня M14L1[32]. В 2014 году снятые с вооружения М14 передали на хранение МВД Литвы[33]. В 2016-2019 гг. 400 винтовок М14 модернизировали (на них установили сошки "Harris", кронштейн для оптического прицела "Sadlak Industries" и оптический прицел "Meopta") и вернули на вооружение литовской армии[34]
- Нигер: на вооружении армии.
- Польша: на вооружении Специальных войск Польши, а именно морского спецназа «Formoza».
- Сальвадор: в 2012 году некоторое количество оставалось на вооружении[35].
- Эстония: в 1998 году 40,5 тыс. M14 было получено из США для создания мобилизационного резерва[36]. В дальнейшем, в качестве армейской снайперской винтовки на вооружение был принят модернизированный вариант Täpsuspüss M14-TP[37], но стандартные М-14 также остались в войсках[38].
- Украина: Во время вторжения России на Украину были поставлены в качестве военной помощи из США. Состоят на вооружении сил территориальной обороны Украины.

## Похожие винтовки
- Beretta BM 59
- M1 Garand
- Gewehr 41
- Gewehr 43
- MAS 49
- Автоматическая винтовка Симонова
- Самозарядная винтовка Токарева